# Nishioka Daiki
Daiki Nishioka (西岡大輝 Nishioka, Daiki, sinh ngày 21 tháng 8 năm 1988 ở Miyazaki, Miyazaki) là một cầu thủ bóng đá người Nhật Bản thi đấu cho Ehime FC.

## Thống kê câu lạc bộ
Cập nhật đến ngày 23 tháng 2 năm 2018.
| Thành tích câu lạc bộ | Thành tích câu lạc bộ | Thành tích câu lạc bộ | Giải vô địch | Giải vô địch | Cúp                   | Cúp                   | Cúp Liên đoàn | Cúp Liên đoàn | Khác    | Khác      | Tổng cộng | Tổng cộng |
| Mùa giải              | Câu lạc bộ            | Giải vô địch          | Số trận      | Bàn thắng    | Số trận               | Bàn thắng             | Số trận       | Bàn thắng     | Số trận | Bàn thắng | Số trận   | Bàn thắng |
| Nhật Bản              | Nhật Bản              | Nhật Bản              | Giải vô địch | Giải vô địch | Cúp Hoàng đế Nhật Bản | Cúp Hoàng đế Nhật Bản | J. League Cup | J. League Cup | Khác1   | Khác1     | Tổng cộng | Tổng cộng |
| --------------------- | --------------------- | --------------------- | ------------ | ------------ | --------------------- | --------------------- | ------------- | ------------- | ------- | --------- | --------- | --------- |
| 2011                  | Sanfrecce Hiroshima   | J1 League             | 0            | 0            | 0                     | 0                     | 0             | 0             | –       | –         | 0         | 0         |
| 2012                  | Sanfrecce Hiroshima   | J1 League             | 0            | 0            | 0                     | 0                     | 0             | 0             | 0       | 0         | 0         | 0         |
| 2013                  | Tochigi SC            | J2 League             | 9            | 0            | 2                     | 0                     | –             | –             | –       | –         | 11        | 0         |
| 2014                  | Ehime FC              | J2 League             | 21           | 0            | 2                     | 0                     | –             | –             | –       | –         | 23        | 0         |
| 2015                  | Ehime FC              | J2 League             | 33           | 1            | 2                     | 0                     | –             | –             | 1       | 0         | 36        | 1         |
| 2016                  | Ehime FC              | J2 League             | 24           | 0            | 2                     | 0                     | –             | –             | –       | –         | 26        | 0         |
| 2017                  | Ehime FC              | J2 League             | 12           | 0            | 1                     | 0                     | –             | –             | –       | –         | 13        | 0         |
| Tổng cộng sự nghiệp   | Tổng cộng sự nghiệp   | Tổng cộng sự nghiệp   | 99           | 1            | 9                     | 0                     | 0             | 0             | 1       | 0         | 109       | 1         |

1Bao gồm Siêu cúp Nhật Bản and J2 playoffs.